# Fokker T.V
Fokker T.V – holenderski samolot bombowy z okresu II wojny światowej.
W latach 30. najbardziej znana holenderska wytwórnia lotnicza, zajmowała się przede wszystkim konstrukcją samolotów myśliwskich i wielozadaniowych oraz cywilnych samolotów pasażerskich. Jednak już pod koniec 1933 roku rozpoczęto tam wstępne prace projektowe nad nowoczesnym ciężkim (według ówczesnych standardów) dwusilnikowym samolotem bojowym, inspirowanym brytyjskimi konstrukcjami tej kategorii – Armstrong Whitworth Whitley, Vickers Wellington czy Handley Page Hampden.
Początkowo rozpatrywano dwa warianty projektu, różniące się dość znacznie wymiarami, masą, napędem i osiągami. Ostateczny projekt samolotu oznaczonego T.V (w niektórych publikacjach spotyka się pisownię T.5) zaakceptowano na przełomie 1935 i 1936 roku, a w maju 1936 roku jego model zaprezentowano na wystawie lotniczej w Sztokholmie, reklamując go jako ciężki samolot pola walki, bombowiec dalekiego zasięgu i samolot transportowy dla 16 spadochroniarzy. Na tym etapie nadal nie rozstrzygnięto jeszcze napędu samolotu, wciąż biorąc pod uwagę brytyjskie silniki gwiazdowe typu Bristol "Mercury" VIII lub Bristol "Pegasus" X albo francuskie rzędowe typu Hispano-Suiza 12Ydrs lub gwiazdowe Gnôme-Rhône 14Kjrs. W tym czasie zresztą holenderskie lotnictwo wojskowe Luchtvaart Afdeling (LVA) traciło powoli zainteresowanie samolotem T.V na rzecz znacznie nowocześniejszego wielozadaniowego samolotu bojowego G.I, także opracowanego w firmie Fokker. Ostatecznie w grudniu 1936 roku LVA zamówiła wstępnie budowę 16 egzemplarzy T.V wprost z desek kreślarskich, z pominięciem budowy prototypu.
Według pierwotnej koncepcji samolot T.V miał służyć jako silnie uzbrojone latające stanowisko ogniowe, tzw. luchtkruiser (powietrzny krążownik). Jego zadaniem miało być długotrwałe patrolowanie w wyznaczonym rejonie frontu lub nad osłanianym obiektem i zwalczanie pojawiających się w tym obszarze wrogich samolotów bombowych. W tym celu od samolotu wymagano silnego uzbrojenia strzeleckiego, dużej prędkości przelotowej i dużej długotrwałości lotu. Zadania bombowe traktowano drugoplanowo i z tego powodu jedynie dwa zbudowane egzemplarze T.V wyposażono w wyrzutniki bombowe. Jednak w chwili wejścia tych maszyn do służby pod koniec lat 30. koncepcja ich użycia zmieniła się radykalnie i nowy samolot miał służyć jako klasyczny średni bombowiec (bommenwerper). W związku z tym pozostające na uzbrojeniu jedynego holenderskiego dywizjonu bombowego Bombardeervliegtuig Afdeling (BomVA) samoloty wyposażono w prowizoryczne zaczepy bombowe, ale mogły one przenosić zaledwie 200-400 kg bomb.
T.V zachował tradycyjną dla wcześniejszych maszyn Fokkera konstrukcję, opracowaną jeszcze podczas I wojny światowej przez Reinholda Platza i rozwijaną w następnych latach. Był to dwusilnikowy wolnonośny średniopłat z chowanym podwoziem i podwójnym usterzeniem pionowym. Stateczniki poziome wsparte były zastrzałami w kształcie litery V. Całkowicie drewniane dwudźwigarowe skrzydła o prostokątnym obrysie centropłata i trapezowych częściach zewnętrznych z zaokrąglonymi końcówkami kryte były sklejką i płótnem. Wyposażone były w lotki i klapy. Zewnętrzne części skrzydeł miały wyraźny wznios 8,5 stopnia. Kadłub o owalnym przekroju z płaskimi bokami miał w środkowej części konstrukcję drewnianą, a w tylnej kratownicową z rur stalowych, krytą sklejką, płótnem i – tylko w niewielkiej części z przodu – blachą duralową. W samolocie zastosowano trójkołowe podwozie ze stałym kółkiem ogonowym, przy czym koła główne chowane były do wnęk w tylnych częściach gondol silnikowych. Do napędu maszyny wybrano ostatecznie brytyjskie silniki gwiazdowe typu Bristol "Pegasus" XXVI.

## Produkcja
16 października 1937 dokonano oblotu pierwszego seryjnego, a jednocześnie prototypu Fokkera T.V na lotnisku Schiphol pod Amsterdamem.
W sumie wyprodukowano 10 szt. maszyn w 1938 r. i 5 szt. w 1939 r. Z samolotów tych stworzono jednostkę bombową (Bombardement Vliegafdeeling).

## Zastosowanie bojowe
10 maja 1940 r, w chwili uderzenia Niemców na Holandię w pierwszej linii znajdowało się 9 szt. Fokkerów T.V na lotnisku Schiphol pod Amsterdamem. Pozostałe maszyny znajdowały się w remontach i na stanie szkoły na wyspie Texel. Już o 3.50 jedna maszyna została uszkodzona na skutek bombardowania. Pozostałe osiem wystartowało aby zwalczyć atakujące niemieckie bombowce. Holenderskim załogom udało się zestrzelić dwie z atakujących maszyn nieprzyjaciela. Jednak 3 Fokkery zostały utracone z przyczyn niebojowych (awaryjne lądowania i awarie silników).
Tego samego dnia pozostałe 4 bombowce dokonały ataku na lotnisko Ocenburg, na którym stacjonowały niemieckie samoloty transportowe atakujące Holandię. Atak zakończył się pełnym sukcesem i zniszczeniem ponad 30 samolotów typu Junkers Ju 52.
Jednak Fokker por. Swagermana został przechwycony przez kilka myśliwców Bf 109 i zestrzelony. Uratował się tylko dowódca załogi.
Kolejna misja polegała na zaatakowaniu lotniska Waalhaven pod Rotterdamem. Holenderskie bombowce zostały zaatakowane przez nieprzyjacielskie myśliwce i dwa z nich zostały zestrzelone.
Po pierwszym dniu walk na stanie lotnictwa Holandii pozostały tylko dwa Fokkery T.V.
11 maja 1940 samoloty te trzykrotnie atakowały mosty na rzece Maas. Podczas ostatniej misji Bf 109 zestrzeliły jednego z Fokkerów.
12 maja 1940 r. ostatni z Fokkerów atakował niemieckie oddziały w rejonie Amsterdamu.
13 maja 1940 r. maszyna pilotowana przez por. Swagermana (tego samego który został zestrzelony pierwszego dnia wojny) zaatakowała most w Moerdijk. Szczęście jednak opuściło holenderskiego lotnika i Fokker został zestrzelony. Cała załoga zginęła.
W 1993 r. niedaleko Waddinxveen odnaleziono wrak samolotu zestrzelonego 11 maja 1940.